# Nanoarchaeum equitans
Nanoarchaeum equitans е вид морска архея открита през 2002 г. в хидротермален отдушник край бреговете на Исландия.
Тъй като видът се среща при температури около 80 °C, той се счита за термофил.